# Mercedes-Benz Studie SLK I
Mercedes-Benz Studie SLK I ist ein Konzeptfahrzeug von Mercedes-Benz, das im Frühjahr 1994 vorgestellt wurde und 1996 als Mercedes-Benz R 170 in Serie ging.

## Präsentation
Mercedes-Benz Studie SLK I wurde im Frühjahr 1994 auf dem Turiner Autosalon vorgestellt. Der offene Roadster wurde in seriennahen Design, jedoch ohne Autodach, präsentiert. Auffällig waren kurze Überhänge an Front und Heck, eine ausgeprägte Keilform, die kompakten Außenmaße und verkleidete Überrollschütze hinter jedem der beiden Sitze, was eine Erinnerung an Sportwagen Mercedes-Benz 300 SLR darstellte.
Im Innenraum war viel glänzendes Metall zu sehen – 20 Prozent der Oberflächen sind verkleidet. Zentrales Element im Innenraum ist ein „scheinbar frei im Raum schwebendes“ Armaturenbrett aus „sehr leichtem Kohlenstofffaser-Material“. Die Instrumente und das Zündschloss sind in Aluminium eingefasst; das Zündschloss ist in eine horizontal schwenkbare Halbkugel eingelassen. Aus einer zweiten Aluminium-Halbkugel in der Mittelkonsole ragt der kurze Wählhebel. Die Kupplung, die Bremse und das Gaspedal seien aus „gelochtem Leichtmetall“ hergestellt.
Angetrieben wurde das Fahrzeug von einem Viertakt-Ottomotor mit vier Zylindern, hatte einen Hinterradantrieb und ein Fünfgangschaltgetriebe.

## Serienproduktion
Das Serienmodell Mercedes-Benz R 170 wurde von 1996 bis 2004 produziert.